# Parafia św. Sylwestra w Strzelewie
Parafia pw. św. Sylwestra w Strzelewie – parafia rzymskokatolicka należąca do dekanatu Nowogard, archidiecezji szczecińsko-kamieńskiej, metropolii szczecińsko-kamieńskiej. W parafii posługują księża diecezjalni. Według stanu na wrzesień 2018 proboszczem parafii był ks. Krzysztof Socha. 

## Miejsca święte

### Kościół parafialny
Kościół św. Sylwestra w Strzelewie

### Kościoły filialne i kaplice
- Kościół św. Stanisława Kostki w Kościuszkach[1]
- Kościół św. Faustyny Kowalskiej w Świerczewie[1]
- Kościół św. Jana Chrzciciela w Węgorzy[1]